# 金田浩一呂
金田 浩一呂（かねだ こういちろ、1932年2月13日 - 2011年7月20日）は、日本のジャーナリスト。

## 人物・来歴
宮崎県生まれ。貧しい母子家庭に育ち、中央大学法学部在学中、最初の3年間は刑務所の看守、あとは雑多なアルバイトで生計を立てる。卒業後、産業経済新聞社に入社し、夕刊フジの学芸部長・編集委員を歴任。文芸記者として、井伏鱒二、遠藤周作、城山三郎、阿川弘之らと交友。
2011年7月20日、腎臓癌のため死去。79歳没。

## 著書
- 文士とっておきの話（講談社、1991年） ISBN 9784062054287
- 恐妻家日記（講談社、1996年） ISBN 9784062058315